# Кичменьга (село)
Кичменьга — село в Кичменгско-Городецком районе Вологодской области.
Входит в состав Городецкого сельского поселения (с 1 января 2006 года по 1 апреля 2013 года было центром Захаровского сельского поселения), с точки зрения административно-территориального деления — центр Захаровского сельсовета.
Расстояние до районного центра Кичменгского Городка по автодороге составляет 18 км. Ближайшие населённые пункты — Куфтино, Бяково, Токарево, Нижняя Лукина Гора, Захарово.
Население по данным переписи 2002 года — 250 человек (130 мужчин, 120 женщин). Всё население — русские.